# Gare Du Canal
La gare du Canal est une gare ferroviaire d'Exo située dans l'arrondissement montréalais de Lachine. Elle est desservie par les trains de banlieue de la ligne Candiac. Elle est mise en service le 16 janvier 2017. 

## Service des voyageurs

### Intermodalité
| Circuit                                        | Correspondance avec |
| ---------------------------------------------- | --- |
| 90 - Saint-Jacques                             | Gare Montréal-Ouest Gare Vendôme Vendôme Atwater |
| 356 - Lachine / Montréal-Trudeau / Des Sources | Aéroport international Gare Montréal-Ouest Gare Dorval Gare Pine Beach Gare Sunnybrooke Atwater Guy-Concordia Peel McGill Place-des-Arts Sherbrooke Frontenac |